# Skuta
Le Skuta est un sommet des Alpes, à 2 532 m d'altitude, dans les Alpes kamniques, en Slovénie. Il abrite un glacier connu pour être le plus oriental des Préalpes orientales méridionales.
Avec le Grintovec et le Kočna, le Skuta est l'un des trois sommets du massif à dépasser 2 500 m d'altitude. Il est remarquable par sa position centrale et par son aspect pyramidal. Le versant nord s'élève avec un dénivelé de 500 mètres au-dessus de la terrasse glaciaire Ledine où se trouve un petit glacier, ainsi que le refuge de montagne Kranjska koča. Le versant sud (faces sud et sud-est) s'élève au-dessus des terrasses karstiques Veliki podi et Mali podi. Il est doté d'une arête sud et d'une arête sud-est qui descend jusqu'au fond de la vallée Kamniška Bistrica. À l'ouest du Skuta se trouvent le Štruca, puis le Dolgi Hrbet et le Grintovec. À l'est, l'arête Rinka-Skuta, ouverte en 1907, atteint le Kranjska Rinka.